# Ступін Валентин Юхимович
Валентин Юхимович Ступін (нар. 7 вересня 1911, Олександрівськ — пом. 1997) — український живописець; член Спілки радянських художників України з 1963 року.

## Біографія
Народився 7 вересня 1911 року в місті Олександрівську (нині Запоріжжя, Україна). 1927 року закінчив Запорізьку художню школу; у 1927—1930 роках навчався у Москві у Вищому художньо-технічному інституті, де його педагогами зокрема були М. Кузнецов, Петро Кончаловський, Павло Павлинов, Володимир Фаворський. Після закінчення третього курсу, в 1930 році повернувся до Запоріжжя.
Під час німецько-радянської війни жив в евакуації в місті Омську. Після війни повернувся до Запоріжжя. Брав участь у створенні Запорізького товариства художників. Жив у Запоріжжі в будинку на вулиці Грязнова, № 14 та в будинку на вулиці 40 років Перемоги, № 8, квартира № 123. Помер у 1997 році.

## Творчість
Працював у галузі станкового живопису. Переважно створював натюрморти, також писав портрети, пейзажі, тематичні картини. Серед робіт:
- «Юність» (1952);
- «Подруги» (1959);
- «На будівництві» (1960);
- «Яблука і дині» (1960);
- «Дівчина у червоному» (1963);
- «Початок будівництва» (1967);
- «У дні Жовтня» (1968);
- «Так розпочинався Дніпрогес» (1970);
- «Хліб» (1970).

Брав участь у республіканських виставках з 1960 року. Персональні виставки відбулася у Запоріжжі у 1961, 1971, 1977 роках.
Твори зберігаються в Запорізькому художньому музеї та приватних колекціях.